# Bravos de Santa Ana
Los Bravos de Santa Ana fue un equipo de béisbol que compitió en la Liga Norte de Sonora y tuvo como sede en Santa Ana, Sonora, México.

## Historia
La franquicia fue fundada originalmente en diciembre de 2013 para jugar inicialmente en el municipio de Cajeme. 
El club empezó la temporada 2014 de la LNS como Bravos de Cajeme jugando en el estadio Tomás Oroz Gaytán de Ciudad Obregón, pero recién terminado el primer mes de temporada, la directiva de Bravos anunció el cambio de sede del club del municipio de Cajeme hacia el municipio de Santa Ana. Empresarios santanenses llegaron al rescate y lograron salvar la franquicia que estuvo al borde de la desaparición.
Santa Ana terminará la temporada 2014 de LNS como "Bravos", pero se espera que una vez terminada la temporada cambien el nombre al tradicional Santos de Santa Ana.
El club se mudó a Magdalena el 16 de mayo de 2014.

### Roster
Por definir.